# Костёнковские венеры
Венеры костёнковские — условное название десяти палеолитических статуэток женщин, обнаруженных на Костёнковских стоянках в Воронежской области. Подобные статуэтки также найдены на Авдеевской стоянке в Курской области. Созданы приблизительно 23—21 тыс. лет тому назад носителями костёнковско-авдеевской культуры. Хранятся в Государственном Эрмитаже.
В целом для фигурок характерен единый художественный канон: округлые формы груди и живота гипертрофированы, очень тонкие руки сложены на груди, ноги немного согнуты, лица почти гладкие, без деталей. В 1977 г. в Авдеево была найдена первая «палеолитическая венера» с тщательно проработанным лицом (вплоть до причёски или шапочки, которая передана рядами насечек). На нескольких фигурках заметны украшения, в том числе браслеты и оберегающая грудь перевязь.
Выполнены фигурки из камня (известняка, мергеля) либо из бивня мамонта. Культово-ритуальное назначение статуэток из бивня и камня, очевидно, разнилось. «У фигурок из известняка намеренно отбиты головы и ноги, повреждены грудь и живот», тогда как фигурки из бивня сохранились в неприкосновенности: их «хранили в специальных углублениях с другими значимыми для древнего человека предметами».